# Antonio Ferrigno
Antonio Ferrigno (22 de diciembre de 1863, Maiori – 12 de diciembre de 1940, Salerno) fue un pintor italiano, perteneció a Scuola di Maiori de la cual hacían parte también Pietro Scoppetta (1863 - 1920) y Gaetano Capone (1845 - 1920). Sus obras se caracterizan por las técnicas de composición y color.
Actuó profesionalmente en São Paulo, Brasil, entre 1893 y 1905, y su trabajo en este período reproduce paisajes paulistanas, del interior del estado y del litoral, retratando personajes pobladores de la época.

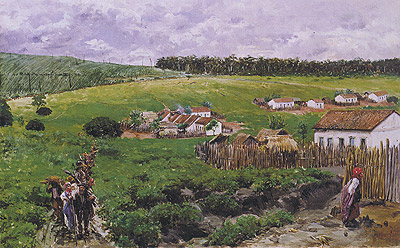
Colonos yendo al trabajo, Hacienda Victória. Cuadro de Antonio Ferrigno.
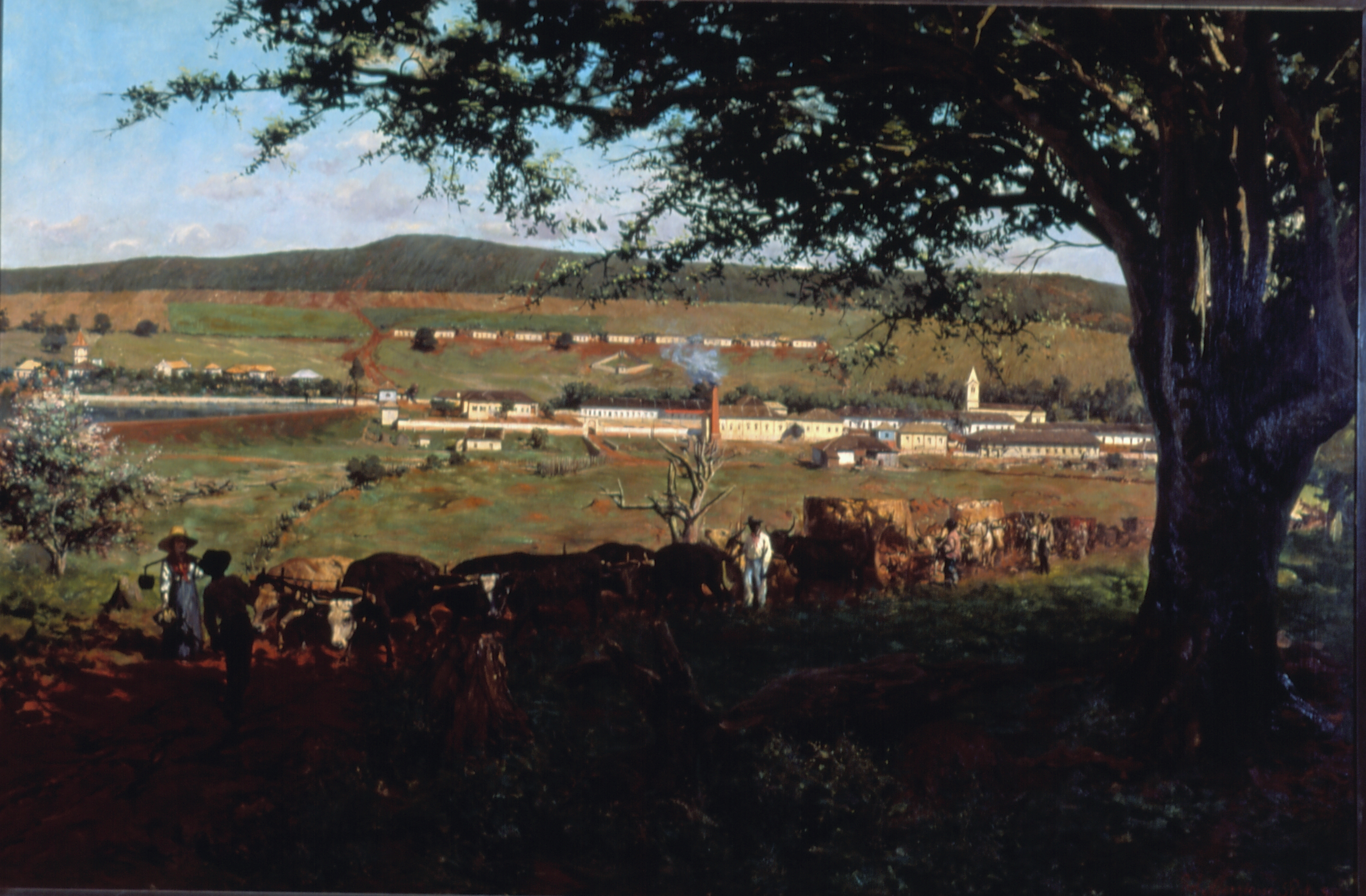
Transporte del café para la estación ferroviaria. Cuadro de Antonio Ferrigno, Museo Paulista.